# 趙撝謙
趙撝謙（1351年—1395年）。名古则，后来改作谦，浙江余姚人，元朝末年明朝初年的教育家、古文家、经学家、音韵学家。

## 生平
年少的时候孤贫，寄食于山寺。
与朱右、谢肃、徐一夔订有文字交。
因为听说天台（今台州）的郑四表善《易》，就跟随他学习《易》。定海（今舟山）的乐良、鄞县（今宁波）的郑真精于《春秋》，山阴（今绍兴）赵俶擅长于说《诗》，迮雨善于乐府，广陵张昱工于歌诗，无为吴志淳、华亭（今上海）朱芾精通书法，工于草书篆隶四体，趙撝謙就都与他们作好友。
趙撝謙学问广博，深究《六经》、百氏之学，尤其精通六书，著有《六书本义》，又写有《声音文字通》，均为相关领域的重要著作。当时因为他精通并致力于古学，得“考古先生”之名。
洪武十二年，朱元璋任命文人学者修编《正韵》，趙撝謙当时才二十八岁，便应聘入京师（今南京），被授予中都国子监典簿的职位。久职之后，以荐召被命为琼山县学教谕。官至吉安府学教授。洪武二十八年，逝世于番禺（今广州）。
逝世后，他的门人弟子柴钦（字广敬），以庶吉士之职参与修编《永乐大典》，进言推荐趙撝謙所撰之《声音文字通》应当被采录，“遂奉命驰传，即其家取之”。

## 著作
- 《声音文字通》 十二卷
- 《六书本义》

## 延伸阅读
[在维基数据编辑]
 《明史卷二百八十五》，出自《明史》
 《國朝獻徵錄·卷之一百》，出自焦竑《國朝獻徵錄》